# 1311 Knopfia
1311 Knopfia è un asteroide della fascia principale del diametro medio di circa 14,06 km. Scoperto nel 1933, presenta un'orbita caratterizzata da un semiasse maggiore pari a 2,4265814 UA e da un'eccentricità di 0,0451697, inclinata di 2,82825° rispetto all'eclittica.
Il nome è in onore dell'astronomo tedesco Otto Knopf (1856-1945).